# U-8 (Kriegsmarine)
U-8 je bila nemška vojaška podmornica Kriegsmarine, ki je bila dejavna med drugo svetovno vojno.

## Zgodovina
Med 19. majem 1940 in 7. junijem 1940 je podmornica opravila eno bojno plovbo v Severnem morju, na kateri ni potopila ali poškodovala nobene ladje.
2. maja 1945 je posadka v operaciji Mavrica (samopotopitev nemške flote) v pristanišču Wilhelmshaven sama potopila podmornico. Po vojni je bila podmornica dvignjena in razrezana za staro železo.

## Poveljniki
| Poveljniki |                 |                              |                                      |
| Št.        | Čin             | Ime                          | Poveljstvo                           |
| 1.         | Kapitanporočnik | Harald Grosse                | 13. avgust 1935 - 3. november 1936   |
| 2.         | ?               | Georg Peters                 | 24. junij 1938 - 5. september 1939   |
| 3.         | Kapitanporočnik | Otto Schuhart                | 2. september 1938 - 29. oktober 1938 |
| 4.         | ?               | Wolf-Harro Stiebler          | 6. september 1939 - 13. oktober 1939 |
| 5.         | Kapitanporočnik | Heinrich Lehmann-Willenbrock | 14. oktober - 30. oktober 1939       |
| 6.         | ?               | Georg-Heinz Michel           | 1. december 1939 - 4. maj 1940       |
| 7.         | Kapitanporočnik | Eitel-Friedrich Kentrat      | 5. maj 1940 - 4. junij 1940          |
| 8.         | ?               | Heinz Stein                  | 5. junij - 9. junij 1940             |
| 9.         | Nadporočnik     | Walter Kell                  | 10. junij - 6. julij 1940            |
| 10.        | Nadporočnik     | Hans-Jürgen Zetzsche         | 7. julij - 28. julij 1940            |
| 11.        | Nadporočnik     | Walter Kell                  | 13. september - 17. december 1940    |
| 12.        | Kapitanporočnik | Heinrich Heinsohn            | 18. december 1940 - 25. april 1941   |
| 13.        | Kapitanporočnik | Ulrich Borcherdt             | 26. april - 22. maj 1941             |
| 14.        | Nadporočnik     | Rolf Steinhaus               | 23. maj - 31. julij 1941             |
| 15.        | Nadporočnik     | Horst Deckert                | 1. avgust 1941 - 16. maj 1942        |
| 16.        | Nadporočnik     | Rudolf Hoffmann              | 17. maj 1942 - 15. marec 1943        |
| 17.        | Nadporočnik     | Alfred Werner                | 16. marec 1943 - 12. maj 1944        |
| 18.        | Nadporočnik     | Jürgen Iversen               | 13. maj - 24. november 1944          |
| 19.        | Nadporočnik     | Jürgen Kriegshammer          | 25. november 1944 - 31. marec 1945   |

## Tehnični podatki
| Kategorije                                    | Podatki         |
| --------------------------------------------- | --------------- |
| Teža (t): na površju pod površjem polna Teža  | 279 328 414     |
| Dolžina (m) - tlačni trup (m)                 | 42,70 - 28,20   |
| Širina (m) - tlačni trup (m)                  | 4.08 - 4,00     |
| Izpodriv (m)                                  | 3,90 m          |
| Višina (m)                                    | 8,60            |
| Moč (hp): na površju pod podvršjem            | 700 360         |
| Hitrost (vozlov): na površju pod podvršjem    | 13,0 7,0        |
| Doseg (milja/vozel): na površju pod podvršjem | 3100/8 43/4     |
| Torpeda/Torpedne cevi                         | 5/3 (na premcu) |
| Mine                                          | 12 TMA          |
| Posadka                                       | 22-24           |
| Maksimalni potop (m)                          | 150             |